# Густаво Петро
Густаво Франсиско Петро Урего (шп. Gustavo Francisco Petro Urrego; Сјенага де Оро, 19. април 1960) јесте колумбијски политичар, председник Колумбије од 7. августа 2022. године, лидер странке Хумана Колумбија и бивши градоначелник Боготе у два мандата. Бивши је члан Сената Колумбије.
Победио је Родолфа Ернандеза у другом кругу председничких избора 2022. године. Био је кандидат на изборима 2010. и 2018. године.
Његови ставови су левичарски, а у младости је био члан герилске организације Покрет 19. април, који је касниje постао политичка странка. Провео је 18 месеци у затвору након што га је колумбијска војска ухапсила 1985. године због недозвољеног поседовања оружја.